# Werner Delmes
Werner Delmes (Colonia, 28 settembre 1930 – Colonia, 13 gennaio 2022) è stato un hockeista su prato tedesco.

## Palmarès

### Olimpiadi
- 1 medaglia (con la Squadra Unificata Tedesca):
  - 1 bronzo (Melbourne 1956)